# Persone di nome Sandra
| Questa pagina contiene informazioni ricavate automaticamente dalle voci biografiche con l'ausilio del template Bio e di un bot. L'aggiornamento è periodico e automatico e ricostruisce completamente la pagina. Se manca una persona in questa lista, sei pregato di non aggiungerla, ma accertati piuttosto che la sua voce biografica contenga il template Bio e che i dati anagrafici siano correttamente compilati. Se il template Bio manca, inseriscilo tu stesso o, in alternativa, metti l'avviso {{tmp\|Bio}} che ne segnala la mancanza. Se i dati riportati sono sbagliati, correggi direttamente la voce biografica; le modifiche saranno visibili in questa lista entro pochi giorni. Per chiarimenti vedi il progetto antroponimi. La lista contiene solo le 193 persone che sono citate nell'enciclopedia e per le quali è stato implementato correttamente il template Bio. Pagina aggiornata al 22 lug 2025. |

Questa è una lista di persone presenti nell'enciclopedia che hanno il nome Sandra, suddivise per attività principale.

## Allenatrici di pallacanestro(1)
- Kay Yow, allenatrice di pallacanestro statunitense (Gibsonville, n. 1942 - Cary, † 2009)

## Allenatrici di tennis(1)
- Sandra Zaniewska, allenatrice di tennis e ex tennista polacca (Katowice, n. 1992)

## Altiste(1)
- Sandra Dini, ex altista italiana (Firenze, n. 1958)

## Arciere(1)
- Sandra Truccolo, arciera italiana (Venezia, n. 1964)

## Artiste(1)
- Sandra Tomboloni, artista italiana (Pelago, n. 1961)

## Astiste(1)
- Sandra-Helena Tavares, ex astista portoghese (n. 1982)

## Astronaute(1)
- Sandra Magnus, ex astronauta statunitense (Belleville, n. 1964)

## Astronome(2)
- Sandra Faber, astronoma e astrofisica statunitense (Boston, n. 1944)
- Sandra Savaglio, astronoma, astrofisica e politica italiana (Cosenza, n. 1967)

## Atlete paralimpiche(1)
- Sandra James, atleta paralimpica, nuotatrice e tennistavolista zimbabwese

## Atleti(1)
- Sandra Sabattini, atleta italiana (Riccione, n. 1961 - Bologna, † 1984)

## Attrici(30)
- Sondra Locke, attrice e regista statunitense (Shelbyville, n. 1944 - Los Angeles, † 2018)
- Sandra Bernhard, attrice, cantante e scrittrice statunitense (Flint, n. 1955)
- Sandra Blázquez, attrice e modella spagnola (Madrid, n. 1987)
- Sandra Borgmann, attrice tedesca (Mülheim an der Ruhr, n. 1974)
- Sandra Bullock, attrice e produttrice cinematografica statunitense (Arlington, n. 1964)
- Sandra Cassel, attrice statunitense (Providence, n. 1948)
- Sandra Ceccarelli, attrice italiana (Milano, n. 1967)
- Sandra Cervera, attrice spagnola (Valencia, n. 1985)
- Sandra Church, attrice statunitense (San Francisco, n. 1938)
- Sandra Corveloni, attrice brasiliana (San Paolo, n. 1965)
- Sandra Dee, attrice e modella statunitense (Bayonne, n. 1942 - Thousand Oaks, † 2005)
- Sandra Echeverría, attrice e cantante messicana (Città del Messico, n. 1984)
- Sandra Ellis Lafferty, attrice statunitense (Colorado, n. 1940)
- Sandra Escacena, attrice spagnola (Madrid, n. 2001)
- Sandra Ferguson, attrice statunitense (Pittsburgh, n. 1967)
- Sandra Franzo, attrice italiana (Jesolo, n. 1966)
- Silvana Gallardo, attrice statunitense (New York, n. 1953 - Louisville, † 2012)
- Sandra Gould, attrice statunitense (Brooklyn, n. 1916 - Burbank, † 1999)
- Sandra Hess, attrice e ex modella svizzera (Zurigo, n. 1968)
- Sandra Hüller, attrice tedesca (Suhl, n. 1978)
- Sandra Taylor, attrice statunitense (Contea di Westchester, n. 1966)
- Sandra Marchena, attrice e regista spagnola (Sabadell, n. 1974)
- Sandra McCoy, attrice statunitense (San Jose, n. 1979)
- Sandy McDade, attrice britannica (Galashiels, n. 1964)
- Sandra Milowanoff, attrice russa (San Pietroburgo, n. 1892 - Parigi, † 1957)
- Sandra Oh, attrice canadese (Nepean, n. 1971)
- Sandra Thigpen, attrice giamaicana (Giamaica, n. 1968)
- Sandra Voe, attrice scozzese (Isole Shetland, n. 1936)
- Sandra Warner, attrice, modella e cantante statunitense (Middletown, New York, n. 1934 - Los Angeles, † 2022)
- Sandra Wey, attrice e ex modella olandese (Paesi Bassi)

## Attrici pornografiche(3)
- Sandra Romain, ex attrice pornografica rumena (Timișoara, n. 1978)
- Tiffany Million, ex attrice pornografica statunitense (Richmond, n. 1966)
- Sandra Shine, attrice pornografica ungherese (Budapest, n. 1981)

## Avvocate(1)
- Sandra Douglass Morgan, avvocato e dirigente sportivo statunitense (Las Vegas, n. 1978)

## Bobbiste(1)
- Sandra Kiriasis, ex bobbista e ex slittinista tedesca (Dresda, n. 1975)

## Calciatrici(12)
- Sandra Betschart, ex calciatrice svizzera (Lucerna, n. 1989)
- Sandra Hernández, calciatrice spagnola (Las Palmas de Gran Canaria, n. 1997)
- Sandra María Jessen, calciatrice islandese (n. 1995)
- Stephany Mayor, calciatrice messicana (Azcapotzalco, n. 1991)
- Sandra Minnert, ex calciatrice tedesca (Gedern, n. 1973)
- Sandra Paños, calciatrice spagnola (Alicante, n. 1992)
- Sandra Pierazzuoli, ex calciatrice italiana (Arezzo, n. 1958)
- Sandra Sigurðardóttir, calciatrice islandese (n. 1986)
- Sandra Smisek, ex calciatrice tedesca (Francoforte sul Meno, n. 1977)
- Sandra Starke, calciatrice tedesca (Windhoek, n. 1991)
- Sandra Twiname, ex calciatrice neozelandese (Auckland)
- Sandra Žigić, calciatrice croata (Zagabria, n. 1988)

## Canoisti(1)
- Sandra Forgues, ex canoista francese (Tarbes, n. 1969)

## Cantanti(16)
- Antonia aus Tirol, cantante austriaca (Linz, n. 1980)
- Sandy Chambers, cantante britannica (Londra, n. 1967)
- Sandra Crouch, cantante, musicista e percussionista statunitense (Los Angeles, n. 1942 - Los Angeles, † 2024)
- Sandra Kim, cantante e conduttrice televisiva belga (Saint-Nicolas, n. 1972)
- Sandra, cantante tedesca (Saarbrücken, n. 1962)
- Sandra Lyng, cantante norvegese (Mosjøen, n. 1987)
- Sandra Mantovani, cantante e etnomusicologa italiana (Milano, n. 1928 - Milano, † 2016)
- Sandee, cantante svizzera (Thun, n. 1976)
- Sandra Nasić, cantante tedesca (Gottinga, n. 1976)
- Sandra Nurmsalu, cantante e violinista estone (Alavere, n. 1988)
- Sandra Oxenryd, cantante svedese (Kristinehamn, n. 1982)
- Sandi Patty, cantante statunitense (Oklahoma City, n. 1956)
- Sandy Posey, cantante statunitense (Jasper, n. 1944 - Lebanon, † 2024)
- Sandra de Sá, cantante e compositrice brasiliana (Rio de Janeiro, n. 1955)
- Sandie Shaw, cantante britannica (Dagenham, n. 1947)
- Zandra, cantante svedese (Järvsö, n. 1979)

## Cavallerizze(1)
- Sandra Auffarth, cavallerizza tedesca (Delmenhorst, n. 1986)

## Cestiste(16)
- Sandy Brondello, ex cestista e allenatrice di pallacanestro australiana (Mackay, n. 1968)
- Sandra Dijon, ex cestista francese (Fort-de-France, n. 1976)
- Sandra Espeseth, ex cestista canadese (Maple Ridge, n. 1963)
- Sandra Fiete, cestista statunitense (Chicago, n. 1938 - Cottonwood, † 2013)
- Sandra Gallego, ex cestista spagnola (Barcellona, n. 1976)
- Sandra Le Dréan, ex cestista francese (Rennes, n. 1977)
- Sandra Majocchi, cestista italiana (Fombio, n. 1923 - Milano, † 2005)
- Sandra Mandir, ex cestista croata (Zagabria, n. 1977)
- Sandra Murray, ex cestista statunitense
- Sandra Palombarini, ex cestista e dirigente sportiva italiana (Ascoli Piceno, n. 1961)
- Sandra Pavón, ex cestista argentina (Buenos Aires, n. 1985)
- Sandra Piršić, ex cestista slovena (Kranj, n. 1984)
- Sandra Teolato, ex cestista, dirigente sportiva e dirigente pubblica italiana (Padova, n. 1963)
- Sandra Tomlinson, ex cestista australiana (Melbourne, n. 1947)
- Sandra Valužytė, cestista lituana (Kretinga, n. 1982)
- Sandy Van Cleave, ex cestista statunitense (n. 1952)

## Cicliste su strada(1)
- Sandra Alonso, ciclista su strada e pistard spagnola (Torrevieja, n. 1998)

## Conduttrici televisive(3)
- Sandy Altermatt, conduttrice televisiva, conduttrice radiofonica e giornalista svizzera (Zurigo, n. 1969)
- Sandra Smith, conduttrice televisiva statunitense (Chicago, n. 1980)
- Sandra Studer, conduttrice televisiva e cantante svizzera (Zurigo, n. 1969)

## Criminali(1)
- Sandra Good, criminale statunitense (San Diego, n. 1944)

## Dermatologhe(1)
- Sandra Lee, dermatologa, personaggio televisivo e youtuber statunitense (New York, n. 1970)

## Diplomatiche(1)
- Sandra Roelofs, diplomatica e attivista olandese (Terneuzen, n. 1968)

## Discobole(1)
- Sandra Perković Elkasević, discobola e pesista croata (Zagabria, n. 1990)

## Economiste(1)
- Sandra Pianalto, economista italiana (Valli del Pasubio, n. 1954)

## Filosofe(1)
- Sandra Laugier, filosofa francese (Parigi, n. 1961)

## Fondiste(1)
- Sandra Ringwald, ex fondista tedesca (n. 1990)

## Ginnaste(2)
- Sandra Aguilar, ginnasta spagnola (Pinto, n. 1992)
- Sandra Izbașa, ex ginnasta rumena (Bucarest, n. 1990)

## Giocatrici di beach volley(1)
- Sandra Pires, giocatrice di beach volley brasiliana (Rio de Janeiro, n. 1973)

## Giocatrici di curling(2)
- Sandra Jenkins, giocatrice di curling canadese (Edmonton, n. 1961)
- Sandra Schmirler, giocatrice di curling canadese (Biggar, n. 1963 - Regina, † 2000)

## Giocatrici di poker(1)
- Sandra Naujoks, giocatrice di poker tedesca (Dessau, n. 1981)

## Giornaliste(4)
- Sandra Amurri, giornalista, personaggio televisivo e opinionista italiana (Ascoli Piceno, n. 1957)
- Sandra Annenberg, giornalista, conduttrice televisiva e attrice brasiliana (San Paolo, n. 1968)
- Sandra Bonsanti, giornalista, scrittrice e politica italiana (Pisa, n. 1937)
- Sandra Zampa, giornalista e politica italiana (Mercato Saraceno, n. 1956)

## Karateka(1)
- Sandra Sánchez, karateka spagnola (Talavera de la Reina, n. 1981)

## Lottatrici(1)
- Sandra Paruszewski, lottatrice tedesca (Schramberg, n. 1993)

## Magistrate(2)
- Sandra Mason, magistrata e politica barbadiana (Saint Philip, n. 1949)
- Sandra Day O'Connor, magistrata, giurista e politica statunitense (El Paso, n. 1930 - Phoenix, † 2023)

## Marciatrici(1)
- Sandra Arenas, marciatrice colombiana (Pereira, n. 1993)

## Mezzofondiste(1)
- Sandra Gasser, ex mezzofondista svizzera (Berna, n. 1962)

## Mezzosoprani(1)
- Sandra Browne, mezzosoprano trinidadiana (Point Fortin, n. 1947)

## Modelle(3)
- Sandra Amer Hamad, modella danese (Copenaghen, n. 1990)
- Sandra Seifert, modella filippina (Taipei, n. 1984)
- Sandra Vinces, modella ecuadoriana (Portoviejo, n. 1990)

## Montatrici(1)
- Sandra Adair, montatrice statunitense (Carlsbad, n. 1952)

## Nuotatrici(4)
- Sandra Morgan, ex nuotatrice australiana (Tamworth, n. 1942)
- Sandra Neilson, ex nuotatrice statunitense (Burbank, n. 1956)
- Sandra Völker, ex nuotatrice tedesca (Lubecca, n. 1974)
- Sandra von Giese, ex nuotatrice filippina (Manila, n. 1939)

## Ostacoliste(2)
- Sandra Farmer-Patrick, ex ostacolista giamaicana (n. 1962)
- Sandra Glover, ex ostacolista statunitense (Palestine, n. 1968)

## Pattinatrici artistiche su ghiaccio(1)
- Sandra Brugnera, ex pattinatrice artistica su ghiaccio italiana (Venezia, n. 1943)

## Pentatlete(1)
- Sandra Schlüricke, pentatleta tedesca (n. 1975)

## Pittrici(1)
- Sandra Brunetti, pittrice italiana (Roma, n. 1925 - Firenze, † 2017)

## Poetesse(1)
- Sandra Lombardi, poetessa e scrittrice italiana (Roma, n. 1946)

## Politiche(7)
- Sandy Adams, politica statunitense (Wyandotte, n. 1956)
- Sandra Cioffi, politica e dirigente d'azienda italiana (Zogno, n. 1944)
- Sandra Kalniete, politica lettone (Oblast' di Tomsk, n. 1952)
- Sandra Monacelli, politica italiana (Gualdo Tadino, n. 1964)
- Sandra Pierantozzi, politica palauana (Koror, n. 1953)
- Sandra Savino, politica italiana (Trieste, n. 1960)
- Sandra Torres, politica guatemalteca (Melchor de Mencos, n. 1955)

## Psicologhe(1)
- Sandra Bem, psicologa statunitense (Pittsburgh, n. 1944 - † 2014)

## Rapper(1)
- Pepa, rapper statunitense (Kingston, n. 1969)

## Registe(2)
- Sandra Nettelbeck, regista e sceneggiatrice tedesca (Amburgo, n. 1966)
- Sandra Sciberras, regista e sceneggiatrice australiana (Australia)

## Saltatrici con gli sci(1)
- Sandra Sproch, saltatrice con gli sci statunitense (n. 2007)

## Schermitrici(5)
- Sandra Benad, schermitrice tedesca (n. 1973)
- Sandra Bingenheimer, schermitrice tedesca (Tauberbischofsheim, n. 1987)
- Sandra Giancola, ex schermitrice argentina (n. 1965)
- Sandra Sassine, schermitrice canadese (Montréal, n. 1979)
- Sandra Torres, schermitrice venezuelana (n. 1979)

## Sciatrici alpine(11)
- Sandra Absmann, ex sciatrice alpina austriaca (n. 2000)
- Sandra Burn, ex sciatrice alpina svizzera (n. 1968)
- Sandy Dukat, ex sciatrice alpina e triatleta statunitense (n. 1972)
- Sandra Fiegl, ex sciatrice alpina austriaca (n. 1984)
- Sandra Gini, ex sciatrice alpina svizzera (Bivio, n. 1982)
- Sandra Hälldahl, ex sciatrice alpina svedese (n. 1977)
- Sandra Lynes, ex sciatrice alpina canadese
- Sandra Poulsen, ex sciatrice alpina statunitense (San Francisco, n. 1952)
- Sandra Reymond, ex sciatrice alpina svizzera (n. 1972)
- Sandy Shellworth, sciatrice alpina e allenatrice di sci alpino statunitense (Annapolis, n. 1944 - † 2019)
- Sandra Tiezza, ex sciatrice alpina italiana (Cortina d'Ampezzo, n. 1954)

## Sciatrici freestyle(2)
- Sandra Eie, sciatrice freestyle norvegese (n. 1995)
- Sandra Näslund, sciatrice freestyle svedese (Kramfors, n. 1996)

## Scrittrici(7)
- Sandra Brown, scrittrice statunitense (Waco, n. 1948)
- Sandra Cisneros, scrittrice e poetessa statunitense (Chicago, n. 1954)
- Sandra Frizzera, scrittrice e giornalista italiana (Romagnano, n. 1924 - Trento, † 2013)
- Sandra Landi, scrittrice e saggista italiana (Certaldo, n. 1947)
- Sandra Petrignani, scrittrice, giornalista e blogger italiana (Piacenza, n. 1952)
- Sandra Scoppettone, scrittrice statunitense (New Jersey, n. 1936)
- Sandra Verda, scrittrice e fumettista italiana (Genova, n. 1959 - Voltaggio, † 2014)

## Slittiniste(2)
- Sandra Gasparini, ex slittinista italiana (Vipiteno, n. 1990)
- Sandra Robatscher, slittinista italiana (Bolzano, n. 1995)

## Soprani(1)
- Sandra Trattnigg, soprano austriaca (Klagenfurt, n. 1976)

## Taekwondoka(1)
- Sandra Šarić, taekwondoka croata (Senj, n. 1984)

## Tenniste(10)
- Sandra Cacic, ex tennista statunitense (Joliet, n. 1974)
- Sandra Kleinová, ex tennista ceca (Praga, n. 1978)
- Sandra Klemenschits, ex tennista austriaca (Vienna, n. 1982)
- Sandra Klösel, ex tennista tedesca (Baden-Württemberg, n. 1979)
- Sandra Načuk, ex tennista serba (Novi Sad, n. 1980)
- Sandra Reynolds Price, ex tennista sudafricana (Bloemfontein, n. 1939)
- Sandra Roma, tennista svedese (Stoccolma, n. 1990)
- Sandra Walsham, ex tennista australiana
- Sandra Wasserman, ex tennista belga (Anversa, n. 1970)
- Sandra Záhlavová, tennista ceca (Plzeň, n. 1985)

## Veliste(1)
- Sandra Azón, velista spagnola (Barcellona, n. 1973)

## Velociste(2)
- Sandra Myers, ex velocista statunitense (Little River, n. 1961)
- Sandra Valenti, velocista italiana (Roma, n. 1939 - Roma, † 2005)

## Senza attività specificata(5)
- Sandy Allen, statunitense (Chicago, n. 1955 - Shelbyville, † 2008)
- Sandra Conley, ex ballerina britannica (Hatfield, n. 1943)
- Sandra Laoura, ex sciatrice freestyle francese (Costantina, n. 1980)
- Sandra Ravel, soubrette e attrice italiana (Milano, n. 1910 - Milano, † 1954)
- Sandra Wagner-Sachse, ex arciera tedesca (n. 1969)